# 裸男歌唱
《裸男歌唱》（英語：Naked Boys Singing!）是一部改編自美國1998年3月19日公映，曾奪得五個托尼獎，同名百老匯音樂劇的2007年歌舞片喜劇電影，此片特別之處是所有演員都會全裸演出，而且全為男性。
故事以單元進行，各單元都為獨立故事，對白則以歌唱形式進行，內容大部分用滑稽方式描述男同性戀者生態，生活點滴，或諷刺時弊，探討禁忌，唯裸體之外，不涉色情。
導演特洛伊·克里斯汀（Troy Christian）向大眾解釋電影涵意：「我希望《裸男歌唱》能令觀眾大開眼界和放開胸懷，裸體，不等於色情。」
另外導演也想帶出人人平等的信息，十個演員代表老、少、胖、瘦、黃種人、黑人、白種人、拉丁美裔人等等，而部分故事，則為編劇親身經驗改編而成。

## 故事概述
- 第一首曲目是《裸體無償》（Gratuitous nudity），所有演員全體集合在舞台上，唱出音樂劇的主題，內容大致是「今晚我們脫光光為你裸體獻唱，無需報酬，你可以不忌世俗，好好看我們的下體！......我除了裸體的站著，再沒什麼給你看，唯有我的自我......」其間，一名假扮觀眾的演員響起手提電話，引起演員不滿，把他捉住在舞台上脫光光一同獻唱。演員並滿有意味的望住觀眾：「你們如不想給我們脫光光，管好你的電話了[4]！」
- 第二首曲目是《裸體傭人》（The nuded maid），由凱文·史蒂納主打（Kevin Stea），描述一名裸體傭人的快樂趣事，以活潑的舞姿和滑稽的對白，分享他的工作體驗。
- 第三首曲目是《割禮賜福》（The bliss of a bris），由喬·蘇沙（Joe Souza）主打，描述主角八歲進行割禮時的場境，和之後的領悟。一開場，主角戴著卡巴，下身包住白布，坐在金椅子上，由裸男們浩浩盪盪抬出來，仿若尊貴的主人。主角羞澀地向觀禮者（觀眾）打招呼，被抬到割禮現場，猶太教教士和家人們（全穿著衣服）也出場了[4]。猶太教教士拿出誇張的大剪刀比弄著，說著主角不明白的語言，並眾目睽睽脫下他的白布。猶太教教士和家人一同拿杯喝酒，再把杯了摔破，這在猶太教傳統中代表取得好運的意思，家人歡呼和拍照，毫不尷尬。教士一刀剪下，把包皮割了，主角終於知道自己踏入成長的階段，最後，主角身軀投映著一顆大衛之星，曲目完結[4]。
- 第四首曲目《窗口對望》（Window to Window）由文森特·薩莫拉（en:Vincent Zamora）主打，描述主角暗戀住在窗口對面的鄰居，暗中窺望放工回家，脫下西裝的鄰居。他感覺鄰居其實知道他的存在，而且也有傾慕之意，主角訴說心中的情意，期望有朝一日和他和鄰居可以成為一對情侶[4]。
- 第五首曲目《與慾望對抗》（Fight the urge），三名同性戀男生尷尷尬尬的在更衣室更衣，對自己荏弱的身軀展露人前感到不自在，而且男生無時無刻不會往色情去想，怕陰莖在人前勃起遭人取笑，所以想辦法平息慾念。剛巧足球隊球員操練完結，回更衣室更衣，三名男生面對矯健的足球員們，更難平息幽幽慾念，唯有坐在長板椅，動也不敢動[4]。同一時間，一個外號叫大波特（隱喻陰莖大）的球員更衣，男生們慾念難耐，拼命想些別的東西驅走它，一同淋浴之際，以「與慾望對抗」信念，大叫那球員是「醜男」、「肥佬」。其實，他們只是寂寞難耐而已[4]。
- 第六首曲目《收音機照樣廣播》（Nothin' but the Radio On），由傑伊斯·郝吉斯（en:Jaymes Hodges）主打，描述主角的妻子搜到丈夫克里斯收藏的《花花公子》色情雜誌，後又發現他竟把雜誌贈給岳丈，氣得離家出走，親友紛紛怪責他。主角在家獨自埋怨，男人總有慾望的啊，幻想美女燕瘦環肥續個挑，他又沒搞婚外情，幹嗎如生氣？男人有色情雜誌很正常的啊！他又有什應錯了[4]。
- 第七首曲目《積克的歌》（Jack's Song），描述建築工人、速遞員和醫生埋怨工時太長，日做夜做，希望有朝一日能在這困境中解救出來，能做自己喜歡做的事──手淫（I beat my meat）。極樂不須吸毒，無須犯法，只有五姑娘──五隻手指伴住，不怕煩。歌者以打非子、拍打身體出聲響、及裝成廚師拍打豬排隱喻手淫，場面搞笑[4]。
- 第八首曲目《羅伯特·米徹姆》（Robert Mitchum），由賈森·柯爾（en:Jason Currie）主打，這是唯一一首曲目歌者穿著衣服不裸身。歌者模仿羅伯特·米徹姆（Robert Mitchum），這名在1950年代至1960年代常飾演反英雄的荷李活電影演員，藉此提醒觀眾，不只正派角色能取愉觀眾，反英雄的角色也能受人歡迎[4]。
- 第九首曲目《只限會員》（Member only），歌者們進行大合唱，神情嚴肅地只以個別單字「陰莖」、「陰囊」、「屁股」、「乳頭」、「乳房」等等常人視作禁忌的字眼合唱，最後以「黑色」、「白色」、「左」、「右」等平常字眼代替，喻意所謂禁忌，視乎你如何取態[4]。
- 第十首曲目《驕傲小色情明星》（Perky little porn star），由約瑟夫·基恩（en:Joseph Keane）主打，描述飾演色情演員的主角獨白。主角名成利就，然而他的母親不喜歡他的工作，他亦也是猶太人，這點對主角很麻煩。色情演員的工作並非如想像般有趣，天天床戏做到不想做也得要做，甚至最後全世界都會瞧住他射精，實在有夠討厭。而且人們會看不起色情明星，出街聽人閒言是平常事，但看在錢份上，唯有打落門牙和血吞。儘管他自嘲一生都不會成為總統般的天之驕子，最低限度他仍是好人，足以自傲[4]。
- 第十一首曲目《克里斯，看你失去了什麼》（Kris, look what you've missed），這是第六首曲目《收音機照樣廣播》的後續，一樣由傑伊斯·郝吉斯主打。主角的妻子仍然不肯回家，克里斯深感後悔、憤怒和迷失，他深愛妻子，想起妻子諸般好處，現在只餘他一人了，深感寂寞。儘管他有好工作，有好朋友，執子之手，與子皆老的夢想卻不能實現。他又想起他那同性的初戀情人，最後也是悲慘收場，一次又一次放過，克里斯不禁唏噓起來[4]。
- 第十二首曲目《迷變肌肉》（Muscle Addiction），由安東尼·曼諾夫（en:Anthony Manough）主打，描述主角朝早六時，還未真正睡醒，已到健身室健身，為了練成驕人軀體，也沒法子。主角嫌健身太辛苦，做了幾下就體力透支，他其實醉翁之意不在酒，為的是尋找伴侶。終於，他在桑拿之中結識了一個，並交換了卡片[4]。
- 第十三首曲目《請客者》（The entertainer），由賈森·柯爾主打，描述主角是異裝皇后，一色女性打扮，叼住長煙咀，穿住高跟鞋，在鋼琴伴奏下獨唱，表達她的心境[4]。
- 第十四首曲目《窗口對望（複奏）》（Window to Window (reprise)），是第四首曲目《窗口對望》的後續，由泰龍（en:Phong Truong）主打，主角正是住在另一窗口的鄰居，原來也對窗口對面的男子心生情愫，期望他過來表白。最終，他們有一日終於表白心情，接吻，曲目完結[4]。
- 第十五首曲目《裸男歌唱（謝幕）》（Naked Boys Singing (bows)），是把電影涵意濃縮表達，亦是謝幕曲，歌者鞠躬退場[4]。

## 外部連結
- 《裸男歌唱》簡介短片
- 《裸男歌唱》短片